# Parque Nacional Tinigua
Parque Nacional Tinigua är en nationalpark i Colombia.   Den ligger i departementet Caquetá, i den centrala delen av landet, 210 km söder om huvudstaden Bogotá. Parque Nacional Tinigua ligger 2 017 meter över havet.